# Freddy Kalas
Freddy Kalas, wcześniej Freddy Genius, właściwie Fredrik Auke – norweski piosenkarz i autor tekstów.

## Dyskografia

### Single
| Rok                          | Tytuł                   | Najwyższe pozycje na listach | Najwyższe pozycje na listach |
| Rok                          | Tytuł                   | NOR                          | SWE                          |
| ---------------------------- | ----------------------- | ---------------------------- | ---------------------------- |
| 2014                         | „Pinne for landet”      | 1                            | 78                           |
| 2015                         | „Fest hos Kalas”        | 26                           | –                            |
| 2015                         | „Reidar”                | –                            | –                            |
| 2015                         | „God sommer”            | 23                           | –                            |
| 2015                         | „Hey ho”                | 2                            | 9                            |
| 2015                         | „Pinne for Sverige”     | –                            | 59                           |
| 2016                         | „Feel da Rush”          | 2                            | 72                           |
| 2016                         | „Jovial”                | 1                            | 79                           |
| 2016                         | „Sunshine Hits My Face” | 31                           | –                            |
| 2017                         | „Gjøre ingenting”       | 15                           | –                            |
| „–” singel nie był notowany. |                         |                              |                              |

#### Z gościnnym udziałem

##### Jako Freddy Genius
| Rok                          | Tytuł                                     | Najwyższe pozycje na listach | Najwyższe pozycje na listach |
| Rok                          | Tytuł                                     | NOR                          |                              |
| ---------------------------- | ----------------------------------------- | ---------------------------- | ---------------------------- |
| 2011                         | „Cannabus” (SimenA)                       | 15                           |                              |
| 2011                         | „Stureplan 2012” (SimenA)                 | –                            |                              |
| 2011                         | „Chida la Vida 2012” (SimenA)             | –                            |                              |
| 2011                         | „Perfect Strangers” (Mikkel Christiansen) | –                            |                              |
| 2011                         | „Lowondough 2012” (SimenA)                | –                            |                              |
| 2013                         | „Manhattan 2014” (Henrik Sæter)           | –                            |                              |
| 2013                         | „Bongo Drum” (Robin og Bugge)             | –                            |                              |
| 2013                         | „Riot 2014” (Dudeman)                     | –                            |                              |
| 2014                         | „Deep Impact 2015” (Cloud Nine)           | –                            |                              |
| 2014                         | „The Gameplan 2015” (SimenA)              | –                            |                              |
| „–” singel nie był notowany. |                                           |                              |                              |

##### Jako Fredrik Auke
| Rok  | Tytuł                                     |
| ---- | ----------------------------------------- |
| 2014 | „Oljebarna 2015” (Heux)                   |
| 2015 | „Aphrodites 2015” (Carl Fredrik G. Løken) |
| 2015 | „Aristokratene 2016” (Heux)               |

### Pozostałe utwory

#### Jako Freddy Genius
| Rok | Tytuł         |
| --- | ------------- |
| –   | „Dat Feeling” |

#### Jako Fredrik Auke
| Rok  | Tytuł                                              |
| ---- | -------------------------------------------------- |
| 2013 | „Mitt Navn (McLean – My Name norsk Cover)”         |
| 2014 | „Anywhere for You (John Martin Cover)” (& Haavard) |

#### Z gościnnym udziałem

##### Jako Fredrik Genius
| Rok  | Tytuł                              |
| ---- | ---------------------------------- |
| 2010 | „The E.N.D. 2011” (SimenA)         |
| –    | „Hæng Loose” (SimenA)              |
| 2010 | „TrygdeTaxi 2011” (SimenA)         |
| 2011 | „Mindfuck 2011” (SimenA)           |
| –    | „Raglefant 2011” (SimenA)          |
| –    | „Fram 2011” (SimenA)               |
| 2012 | „Arena 2012” (Mikkel Christiansen) |

### Współpraca muzyczna
| Rok  | Tytuł      | Artysta | Album         | Uwagi |
| ---- | ---------- | ------- | ------------- | ----- |
| 2012 | „Afterski” | Broiler | The Beginning | Wokal |
| 2013 | „Vannski”  | Broiler | The Beginning | Wokal |
| 2013 | „Bonski”   | Broiler | The Beginning | Wokal |

### Teledyski
| Rok  | Tytuł              | Reżyser        |
| ---- | ------------------ | -------------- |
| 2014 | „Pinne for landet” |                |
| 2016 | „Feel da Rush”     | Magnus Evensen |
| 2016 | „Jovial”           |                |

#### Z gościnnym udziałem

##### Jako Freddy Genius
| Rok  | Tytuł                         |
| ---- | ----------------------------- |
| 2013 | „Bongo Drum” (Robin og Bugge) |

## Życie prywatne
Brat Simena Auke, stanowiącego duet muzyczny Broiler.